# Spalangia impuncta
Spalangia impuncta är en stekelart som beskrevs av Howard 1897. Spalangia impuncta ingår i släktet Spalangia och familjen puppglanssteklar.
Artens utbredningsområde är Grenada. Inga underarter finns listade i Catalogue of Life.